# فهرست افراد وگان
وگانیسم یا گیاه‌خواری مطلق یک روش تغذیه و زندگی است که هدف آن حذف هر نوع فرآوردهٔ جانوری چه در غذا و چه در مواد مصرفی است. وگان‌ها از خوردن محصولاتی همچون گوشت، لبنیات، تخم‌مرغ، عسل و غیره که در زمین سبز نمی‌شوند، خودداری می‌کنند.
طبق گزارش‌ها، تمام افرادی که در این فهرست قرار دارند وگان هستند یا در زمان مرگشان بوده‌اند.

## فهرست افراد
| نام                 | پیشه                             | کشور                | منبع          |
| ------------------- | -------------------------------- | ------------------- | ------------- |
| برایان آدامز        | خواننده و ترانه‌سرا               | کانادا              | [ ۵ ]         |
| کارول جی آدامز      | نویسنده، فعال حقوق جانوران       | ایالات متحده آمریکا | [ ۶ ]         |
| آکالا (en)          | رپر، شاعر، فعال حقوق سیاسی       | انگلستان            | [ ۷ ]         |
| بیلی آیلیش          | خواننده و ترانه‌سرا               | ایالات متحده آمریکا | [ ۸ ] [ ۹ ]   |
| سوزی آمیس           | بازیگر                           | ایالات متحده آمریکا | [ ۱۰ ]        |
| سایمون آمستل        | کمدین                            | انگلستان            | [ ۱۱ ]        |
| آرشاویر در آوانسیان | بنیان‌گذار خام‌گیاه‌خواری در ایران  | ایران               | [ ۱۲ ] [ ۱۳ ] |
| ابوالعلاء           | فیلسوف                           | سوریه               | [ ۱۴ ] [ ۱۵ ] |
| کیسی افلک           | بازیگر                           | ایالات متحده آمریکا | [ ۱۶ ]        |
| پیتر ایگن           | بازیگر                           | انگلستان            | [ ۱۷ ]        |
| پاتریک بابومیان     | ورزشکار، بدنساز                  | ایران               | [ ۱۸ ] [ ۱۹ ] |
| غلامعلی بسکی        | پزشک و فعال محیط زیست            | ایران               | [ ۲۰ ] [ ۲۱ ] |
| هلی بیلی            | خواننده، بازیگر                  | ایالات متحده آمریکا | [ ۲۲ ]        |
| هکتور بیرین         | فوتبالیست                        | اسپانیا             | [ ۲۳ ]        |
| دیوید بناتار        | فیلسوف                           | آفریقای جنوبی       | [ ۲۴ ]        |
| مادلین پچ           | بازیگر                           | ایالات متحده آمریکا | [ ۲۵ ]        |
| ناتالی پورتمن       | بازیگر                           | اسرائیل             | [ ۲۶ ]        |
| الیوت پیج           | بازیگر                           | کانادا              | [ ۲۷ ]        |
| نادژدا تولاکونیکوا  | فعال سیاسی، هنرمند               | اتحاد جماهیر شوروی  | [ ۲۸ ]        |
| برنارد تومیک        | تنیس‌باز حرفه‌ای                   | استرالیا            | [ ۲۹ ]        |
| ریکی جرویس          | کمدین، بازیگر، کارگردان، نویسنده | انگلستان            | [ ۳۰ ]        |
| سزار چاوز           | رهبر کارگری و فعال حقوق مدنی     | ایالات متحده آمریکا | [ ۳۱ ]        |
| یانز درنوشک         | سیاستمدار                        | اسلووانی            | [ ۳۲ ]        |
| کاترینا ون درهام    | مدل                              | اسلواکی             | [ ۳۳ ]        |
| رزو                 | یوتیوبر                          | آلمان               | [ ۳۴ ]        |
| تام ریگان           | فیلسوف                           | ایالات متحده آمریکا | [ ۳۵ ]        |
| واکین فینیکس        | بازیگر                           | ایالات متحده آمریکا | [ ۳۶ ]        |
| الن کامینگ          | بازیگر                           | انگلستان            | [ ۳۷ ]        |
| کارلوس کوئلار       | فوتبالیست                        | اسپانیا             | [ ۳۸ ]        |
| مانکا گاندی         | سیاستمدار                        | هند                 | [ ۳۹ ]        |
| آیدان گلگر          | بازیگر                           | ایالات متحده آمریکا | [ ۴۰ ]        |
| ال گور              | سیاستمدار                        | ایالات متحده آمریکا | [ ۴۱ ]        |
| جین گودال           | رفتارشناسی جانوران، انسان‌شناسی   | انگلستان            | [ ۴۲ ]        |
| ایوانا لینچ         | بازیگر                           | ایرلند              | [ ۴۳ ]        |
| رونی مارا           | بازیگر                           | ایالات متحده آمریکا | [ ۴۴ ] [ ۴۵ ] |
| پترا نمکووا         | مدل                              | جمهوری چک           | [ ۴۶ ]        |
| استیوی واندر        | خواننده، ترانه‌سرا و نوازنده      | ایالات متحده آمریکا | [ ۴۷ ]        |
| مرزبو (en)          | نوازنده                          | ژاپن                | [ ۴۸ ]        |
| موریسی              | خواننده، ترانه‌سرا                | انگلستان            | [ ۴۹ ]        |
| فومی نیکاایدو       | بازیگر                           | ژاپن                | [ ۵۰ ]        |
| یولاندی ویسر        | خواننده، ترانه‌سرا، رپر           | آفریقای جنوبی       | [ ۵۱ ]        |
| تیک نات هان         | راهب بودایی، نویسنده             | ویتنام              | [ ۵۲ ] [ ۵۳ ] |
| داریل هانا          | بازیگر                           | ایالات متحده آمریکا | [ ۵۴ ]        |
| وودی هرلسون         | بازیگر                           | ایالات متحده آمریکا | [ ۵۵ ]        |
| لوییس همیلتون       | راننده فرمول یک                  | انگلستان            | [ ۵۶ ]        |
| گرت بیل             | فوتبالیست                        | ولز                 | [ ۵۷ ]        |